# Daniel Rosin
Daniel Rosin (* 18. Mai 1980 in Freital) ist ein ehemaliger deutscher Fußballspieler.

## Karriere
Rosin begann vierjährig in der BSG Aufbau Rabenau aus dem gleichnamigen Ort mit dem Fußballspielen und setzte es drei Jahre später in der BSG Stahl Freital fort. Im Alter von neun Jahren ging er zu Dynamo Dresden und durchlief alle nachfolgenden Jugendmannschaften. Er kam zur Bundesligazeit der Dresdner (1991–1995) als Balljunge im Rudolf-Harbig-Stadion zum Einsatz.
Seine Karriere im Seniorenbereich begann er mit Saisonbeginn 1998/99 in Dresdens erster Mannschaft in der drittklassigen Regionalliga Nordost. Zuvor hatte er nach dem Realschulabschluss eine Lehre als Einzelhandelskaufmann im elterlichen Betrieb absolviert.
Nach einer Spielzeit für die Dresdener verpflichtete ihn 1999 der FC Bayern München, für deren Amateurmannschaft er zwei Tore in 21 Punktspielen erzielte. Ein Jahr später wurde er zur Saison 2000/01 vom Zweitligisten Alemannia Aachen verpflichtet und bestritt in drei Spielzeiten 32 Punktspiele und erzielte zwei Tore. Zur Saison 2003/04 wechselte er ablösefrei zum Ligakonkurrenten Wacker Burghausen, für den er die meisten Punktspiele seiner Karriere absolvierte. Im September 2004, kurz nach Beginn der Saison 2004/05, zog er sich eine Meniskusverletzung und einen Kreuzbandriss zu, wurde operiert, fiel für die Dauer von 15 Monaten aus und kehrte erst im Dezember 2005 in den Spielbetrieb zurück.
Zur Saison 2008/09 wechselte er zum Regionalligisten 1. FC Magdeburg. Dort wurde er von seinen Mitspielern zum Mannschaftskapitän gewählt. Trotz eines Dreijahresvertrages plante der Verein am Ende seiner ersten Saison in Zukunft ohne ihn. Daraufhin wechselte er zu RB Leipzig in die fünftklassige Staffel Süd der Oberliga Nordost, für den er bis zum Sommer 2012 aktiv war. 2010 stieg er mit der Mannschaft in die Regionalliga Nord auf. Nach mehreren Verletzungen beendete er seine Spielerkarriere.

## Sonstiges
Rosin ist verheiratet und Vater dreier Kinder.